# Liu Zhennian
Liu Zhennian (em chinês: 刘珍年) (1898 em Nangong, Hebei, China - 13 de maio de 1935) foi um comandante militar chinês durante a Era dos Senhores da Guerra e a década de Nanjing na história da República da China.
Liu concluiu seu curso na Academia Militar de Baoding, desempenhando subsequente papel como comandante em regimento e brigada sob a tutela dos senhores da guerra Li Jinglin, Chu Yupu e Zhang Zongchang.
Após o revés sofrido por Zhang Zongchang, Liu realinhou suas afeições políticas, incorporando suas forças às fileiras do Kuomintang. Em uma reviravolta de eventos, ele apreendeu e eliminou seu antigo mentor, Chu Yupu, no dia 4 de setembro de 1929. Em uma etapa subsequente, Liu foi designado para a prestigiosa posição de comandante da 21ª Divisão no ano de 1930.
Assumindo o leste de Shandong como seu reduto defensivo, Liu granjeou a alcunha de "Monarca Oriental de Shandong", adquirindo desfavorabilidade devido à sua política tributária onerosa. No outono de 1932, ele viu-se alvo de um ataque que culminou em sua expulsão de Shandong, engendrada pelo governador Han Fuju, devido à sua recusa em acatar as injunções emanadas por este último.
Na esteira de seu revés, a administração em Nanjing determinou a transferência de Liu, conjuntamente com sua 21ª Divisão, para a região meridional de Wenzhou, na província de Zhejiang, no término de 1932.
Naquela localidade, distante de seu contexto habitual, as fileiras sob seu comando sucumbiram a enfermidades e insurgências. A despeito de seu apelo dirigido a Chiang Kai-shek em janeiro de 1933, a Divisão sob seu comando foi despachada para integrar-se à Quarta Campanha de Cerco contra o Soviete de Jiangxi, situado na província de Jiangxi.
Subsequentemente, ele formalizou sua renúncia ao serviço militar, entretanto, em maio, viu-se detido por Li Duping por transgressão à ordem emanada por Chiang para hostilizar as forças do Exército Vermelho Chinês, culminando em sua execução em 1935.